# Niklaus von Meran
Niklaus von Meran (* um 1440 in Luzern; † 1493 in Luzern) war ein Grosskaufmann, Kleinrat, Vogt und Tagsatzungsgesandter. 

## Leben
Er war der Sohn des Luzerner Kleinrats Hans von Meran und der Anna, geb. Kilchmeyer. Er war verheiratet mit Verena Seiler, einer Schwester des Ludwig Seiler (Tuchgrosshändler, Finanzmann sowie Wirt des Gasthofs Krone in Luzern).
Eine Tochter von Niklaus und Verena von Meran, Dorothea, heiratete den Luzerner Patrizier Jakob Feer.

## Leistungen
Niklaus von Meran war ein vermögender Grosskaufmann. Ab 1476 war er Kleinrat in Luzern, 1475–77 sowie 1489–91 Vogt von Weggis, 1477–93 Umgeldner (Steuereinzieher), 1479–81 sowie 1487–89 und 1491–93 Sentispitalmeister (Verwalter/Leiter des Luzerner Senti-Spitals), 1481–83 Vogt von Habsburg-Root, 1482 Ratsrichter und 1487 Baumeister an der Emme.
Er war mehrmals Tagsatzungsgesandter und Ratsabgeordneter, u. a. 1492 zur Bundeserneuerung nach Glarus. Während über 20 Jahren gehörte er dem Gericht an.